# Université de technologie de Wuhan
L'université de technologie de Wuhan (en chinois : 武汉理工大学 ou wǔ-hàn lǐ-gōng dà-xué ; en anglais : Wuhan University of Technology, WUT ou WHUT) est le résultat de la fusion des trois universités suivantes :
- l'ex-université de technologie (WUT, fondée en 1948) du ministère de l'éducation ;
- l'université du transport de Wuhan (WTU, fondée en 1945) par le ministère des communications ;
- l'université polytechnique de l'automobile de Wuhan (WAPU, fondée en 1958) par la corporation nationale chinoise de l'industrie automobile.

Le regroupement des trois universités a eu lieu le 27 mai 2000.

## Enseignements
La nouvelle université propose l'enseignement de huit grandes disciplines de l'ingénierie et des sciences naturelles. Les huit disciplines sont combinées les unes aux autres afin d'inclure les sciences naturelles, le génie, les sciences humaines, l'économie, la gestion, le droit, la philosophie et l'éducation. Le personnel, composé de 6 500 personnes, comprend 2 400 membres du corps professoral universitaire, dans lequel se trouvent plus de 1 750 personnes avec des titres universitaires de haut niveau ou professionnel. Parmi ces professionnels, 350 sont des professeurs, un est un académicien de l'Académie chinoise d'ingénierie et deux sont des académiciens de l'Académie chinoise de sciences. L'effectif total de l'université est de 37 000 étudiants dont 3 370 en doctorats, faisant de l'université la quatrième en importance en Chine.
L'université a largement établi des liens académiques avec plus de soixante universités et institutions externes. Elle a engagé plus d'une centaine de célèbres savants étrangers, simultanés ou professeurs honoraires, et reçoit souvent des experts, des universitaires et des professeurs d'autres pays ou régions. En 1950, l'université a commencé à admettre des étudiants étrangers.

## Le campus
En bordure du Lac Sud, la nouvelle université est située sur la rive sud du fleuve Yangtsé dans Wuhan. Elle a deux campus principaux, un à la colline Mafang et un à Yujiatou, dans le district de Wuchang. L'université dispose de trois bibliothèques avec un stock total de 2 720 000 livres.

## Partenariats spécifiques avec la France et la francophonie
Wuhan étant l'une des villes chinoises où les investissements français sont les plus importants, des partenariats spécifiques existent entre cette université et des institutions et entreprises françaises. La présence de l'usine de PSA à Wuhan est à mettre en parallèle avec la spécialisation dans le domaine de l'automobile. De plus, les étudiants de cette université ont la possibilité d'apprendre le français. Enfin, de nombreux étudiants francophones venant principalement d'Afrique y sont présents marquant l'engagement politique de la Chine en Afrique.

### Institut WUT-AMU
Institut WUT-AMU a été créé en février 2019 par Aix-Marseille Université en partenariat avec l’Université de Technologie de Wuhan dans le campus de WUT en Chine. La formation de l'institut sera concentrée sur la science de la vie et de biopharmacie. Les diplômes obtiendront les diplômes des deux universités après avoir validé leurs études.